# Khalil Hraoui
Pour les articles homonymes, voir Khalil.
Khalil Hraoui, né à Zahlé en 1948, est un homme politique libanais.

## Biographie
Neveu de l’ancien Président Elias Hraoui, il est élu député maronite de Zahlé aux législatives de 1992, 1996 et 2000. Prosyrien, il présida la commission parlementaire des finances entre 1993 et 2000.
En 2000, il est nommé ministre de la Défense au sein du gouvernement de Rafiq Hariri et se retrouve ministre d’État sans portefeuille lors du remaniement ministériel de 2003.
En 2005, sa position politique s’affaiblit après le retrait syrien et il réalise moins de 5 % des voix aux législatives de cette année.